# Papai
Papai was een inheems dorp in het ressort Coeroenie in het uiterste zuiden van het Surinaamse district Sipaliwini.
Papai lag aan een inheems looppad met voorafgaand vanaf de Sipaliwinirivier de dorpen Pakomale, Soeli en Anapi.